# 集団的知性

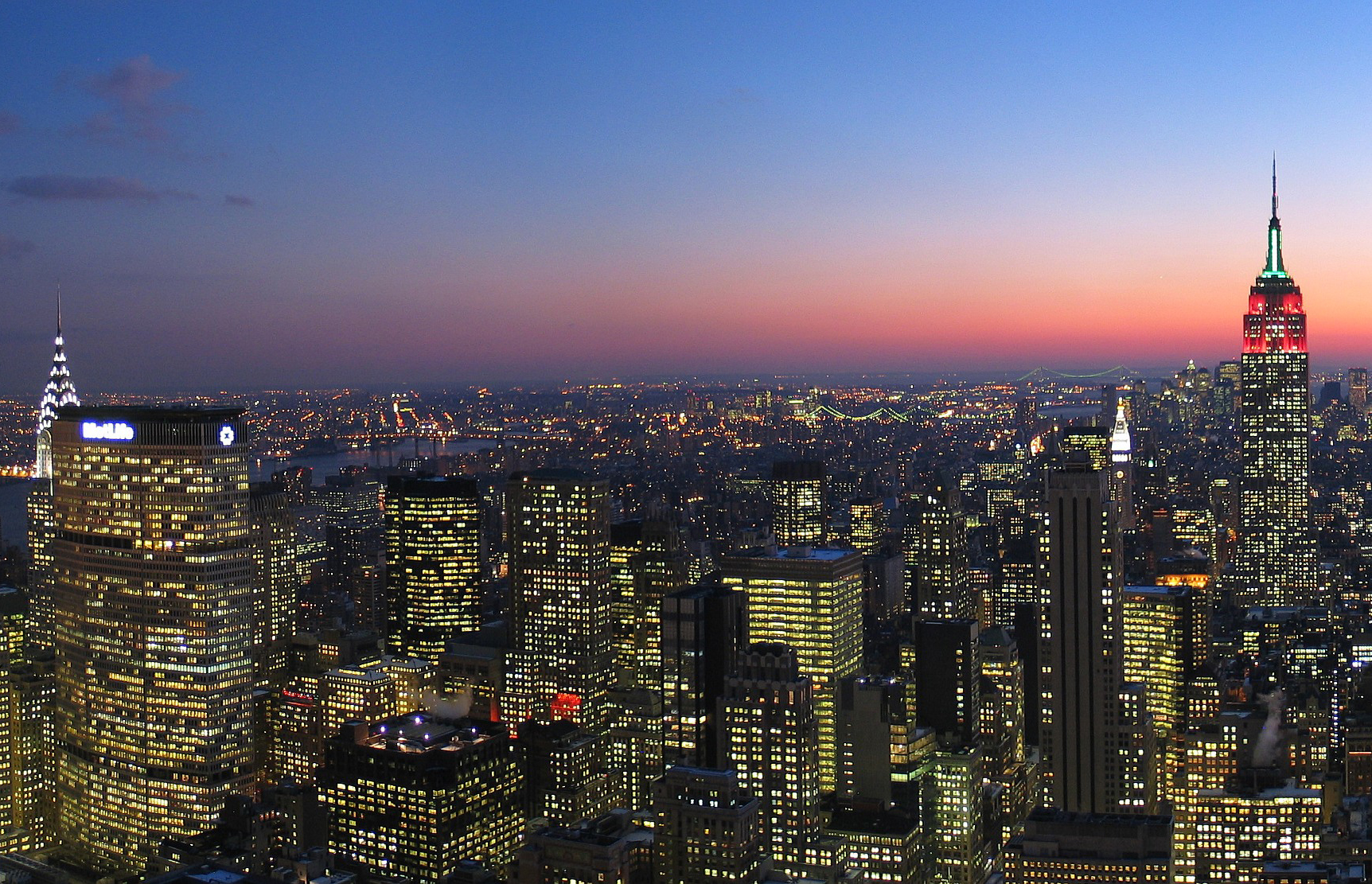
都市や文明といったものも、多くの「個」により形成される集団的知性と言う見方が出来る

集団的知性（しゅうだんてきちせい、英語：Collective Intelligence、CI）は、多くの個人の協力と競争の中から、その集団自体に知能、精神が存在するかのように見える知性である。Peter Russell（1983年）、Tom Atlee（1993年）、Howard Bloom（1995年）、Francis Heylighen（1995年）、ダグラス・エンゲルバート、Cliff Joslyn、Ron Dembo、Gottfried Mayer-Kress（2003年）らが理論を構築した。
集団的知性は、細菌、動物、人間、コンピュータなど様々な集団の、意思決定の過程で発生する。集団的知性の研究は、社会学、計算機科学、集団行動の研究などに属する。
Tom Atlee らは、Howard Bloom が「グループIQ」と呼んだものから一歩進み、人間の集団的知性に研究の焦点をあてている。Atlee は集団的知性を「集団思考（集団浅慮）や個人の認知バイアスに打ち勝って集団が協調し、より高い知的能力を発揮するため」のものと主張している。
集団的知性研究のパイオニアである George Por は、集団的知性現象を「協調と革新を通してより高次の複雑な思考、問題解決、統合を勝ち取りえる、人類コミュニティの能力」と定義している。Tom Atlee と George Por は「集団的知性は、関心をひとつに集中し、適切な行動を選択するための基準を形成する能力がある」と述べている。彼らのアプローチは Scientific Community Metaphor を起源としている。

## 一般的概念
集合知
集合知には、collective intelligence, collective knowledge, wisdom of crowdsなどの異なる英語が対応する。経営学の一分野である知識管理論からのアプローチには、洞口治夫(Horaguchi Haruo)『集合知の経営－日本企業の知識管理戦略－』(2009)があり、その後、中国語、英語に翻訳されて出版されている。
Howard Bloom
Howard Bloom は、35億年前の祖先である細菌の時代から現代まで、生命が進化の過程で発生した集団的知性の経過を描いた。

Tom Atlee と George Por
一方でTom Atlee と George Por は、「人間」の集団で発生する集団的知性を重視している。「人間の集団」に効果的な集団的知性を発生させるには、構成員の自発性と分散知能をオープンにすることが必要であるとしている。
Atlee と Por の観点からすれば、集団的知性の力を最大限に発揮できるかどうかは、その組織の個々の構成員が発する、潜在的に有益な意見やアイデアを、「黄金の示唆」として組織全体が積極的に受け入れる能力を持っているかどうかにかかっている。逆に、集団思考（集団浅慮）が発生する組織というのは、特定の個人の意見しか取り入れなかったり、黄金の示唆となるべき意見に十分耳を傾けないために発生するとしている。
「黄金の示唆」を拾い上げる手段として、様々な投票・アンケートを用い知識の集積を図ることは、構成員から多くのユニークな観点を集めることができ有用である。ただ、構成員に予備知識のない（専門家でない）場合の投票は、ある程度無作為に行うほうがよい。事前の討議は合意を形成してしまい、特定の観点を先入観として構成員に与えて、潜在的な「黄金の示唆」の反映を困難にするからである。
これに対する批判として、予備知識のない者の無作為の投票では、組織として悪いアイデアや誤解が支持される可能性もあり、やはり意識の決定過程では、その問題に関する専門家の意見を重視することが必要であるとも言われている。
その他
集団的知性の他の専門家は、Atlee や Por とは違った見方をしている。Francis Heylighen、Valerie Turchin、Gottfried Mayer-Kress は集団的知性を計算機科学とサイバネティックスの方向から論じている。Howard Bloom は生物学的観点を強調し、地球上のあらゆる生物が「学習マシン」の一部であるとした。Peter Russell、Elisabet Sahtouris、Barbara Marx Hubbard （"conscious evolution" という用語の発明者）は、叡智圏(ノウアスフィア)のビジョン（すなわち、地上の情報層ともいうべき部分で急速に発展する集団的知性）に触発された。

## 歴史
集団的知性の概念を最初に提唱したのは昆虫学者 ウィリアム・モートン・ホイーラー である。彼は個体同士が密接に協力しあって全体としてひとつの生命体のように振舞う様子を観測した。1911年、Wheeler はこれを蟻の観察で発見した。彼はコロニーによって形成される生命体を「超個体」と呼んだ。
集団的知性の先行概念としては、ウラジミール・ベルナドスキー の「叡智圏（ノウアスフィア）」やH・G・ウェルズの「世界頭脳(world brain)」があるが、その後も ピエール・レヴィの著作、ハワード・ブルームの Global Brain、ハワード・ラインゴールド の Smart Mobs、ロバート・デイビッド・スティール の The New Craft of Intelligence などで言及されてきた。The New Craft of Intelligence では、全市民を「知性召集兵(intelligence minutemen)」として正当で倫理的な唯一の情報源とし、それによって公僕や企業経営者を正す「公的知性(public intelligence)」が生み出され、さらに「国家的知性(national intelligence)」となるとした。
1986年、ハワード・ブルーム は、アポトーシス、コネクショニズム、集団選択、超個体といった概念を統合して集団的知性に関する理論を生み出した。後に彼は細菌コロニーや人間の競争社会のような集団的知性をコンピュータ上に生成した「複合適応システム」と「遺伝的アルゴリズム」で説明できることを示した。
David Skrbina  は、「集団心(group mind)」の概念はプラトンの汎心論（精神や意識は遍在し、あらゆるものに存在している）から導き出されるとした。彼は「集団心」の概念をホッブズのリヴァイアサンやフェヒナーの集団心理に関する主張に基づいて展開した。彼は集団心理に関して最も重要な人物としてデュルケームやテイヤールを挙げた。
集団的知性は創始者の指針の増幅である。トーマス・ジェファーソンは「国家の最大の防御は、教育された市民である」と述べている。工業化時代、学校と企業はエリートを一般市民から選別する方向に向かった。政府も民間組織も官僚制を美化し、知識を秘匿することを良しとした。最近の20年間で、知識の秘匿が公共の利益に反する利己的な決断を生むことが明らかとなってきた。集団的知性は人々の力を社会に還元し、富の集中を生む情報処理の既得権を無効にする。

## 集団的知性の種類
- 認識
  - 市場での決断
  - 政治や技術に関する未来予測
- 共同
  - トラスト・ネットワーク
  - P2Pビジネス
  - オープンソース・ソフトウェア
- 協調
  - 集団協調行動
  - アドホックなコミュニティ

## 集団的知性の例
集団的知性の好例は政党である。政治的方針を形成するために多数の人々を集め、候補者を選別し、選挙活動に資金提供する。その根本とは、「法律」や「顧客」による制限がなくても任意の状況に適切に対応する能力を有することである。この観点の信奉者の1人としてアル・ゴアが挙げられる。彼は2000年の民主党の大統領候補であり、「米国憲法は、我々が個人ではできないことを集団でなさしめるプログラムである」と述べた。
緑の党の4つの柱（エコロジー、社会正義、草の根民主主義、非暴力）もそのような「プログラム」の例である。これは緑の党や関連する組織での合意形成の基本となっている。特にグローバルグリーンズを組織するにあたって、この4つの柱が有効に働いた。
軍隊、労働組合、企業もより特定の目的に特化しているが、集団的知性の本質の一部を備えている。

## 数学的技法
特に人工知能方面で「集団的知能指数」（あるいは「協力指数」）が測定の尺度として使われる。これは個人の知能指数(IQ)のように測定でき、集団に新たに個人が参加することによって知性が増すことを数値で示し、集団思考や集団での愚かさの危険を防ぐのに使われる。
2001年、ポーランド AGH 大学の Tadeusz (Ted) Szuba は集団的知性現象の形式モデルを提案した。それは、無意識的で、ランダムで、並行的で分散化された計算プロセスであり、社会構造によって数学的論理を実行するものである。
このモデルでは、個人と情報は、数学的論理の式を運ぶ抽象情報モジュールとしてモデル化される。それらは、自らの意図と環境との相互作用に従って準無作為的に配置を変える。抽象計算空間でのそれらの相互作用はマルチスレッド化された推論プロセスを生成し、それが集団的知性として観測される。つまり、そこでは非チューリング的計算モデルが使われている。この理論では集団的知性に社会構造の属性としての単純な形式的定義を与え、細菌コロニーから人類の社会構造まで様々な面をうまく説明できる。集団的知性を特殊な計算プロセスと捉えることで、いくつかの社会現象も説明できる。この集団的知性のモデルでは、IQS（IQ Social）の形式的定義が提案され、「社会構造の推論活動を反映したN要素推論ドメインと時間の確率関数」と定義されている。IQSを計算で求めることは難しいが、上述の社会構造の計算プロセスとしてのモデル化によって近似値を得る可能性が出てくる。考えられる応用としては、企業のIQSを高めるための最適化や細菌コロニーの集団的知性による薬剤耐性の分析などがある。